# Heinrich Hartmann Wirz
Heinrich Hartmann Wirz (Zürich, 1823. november 25. – Washington, 1865. november 10.) svájci származású amerikai katonatiszt, aki az amerikai polgárháborúban a konföderációs államok egyik hadifogolytáborát, az Andersonville néven ismertté vált Camp Sumtert irányította. A háború után ő lett az egyetlen déli tiszt, akit háborús bűncselekmény miatt kivégeztek.

## –
Az Amerikában Henry Wirzként is ismert férfi Svájcban született. Orvos akart lenni, de apja nyomására kereskedőként tevékenykedett. 1845-ben megházasodott, első felesége Emilie Oschwald volt, akitől később elvált. Két gyermekük született. Az 1840-es években börtönben ült, de arról nem maradt fenn forrás, hogy pontosan miért ítélték el.

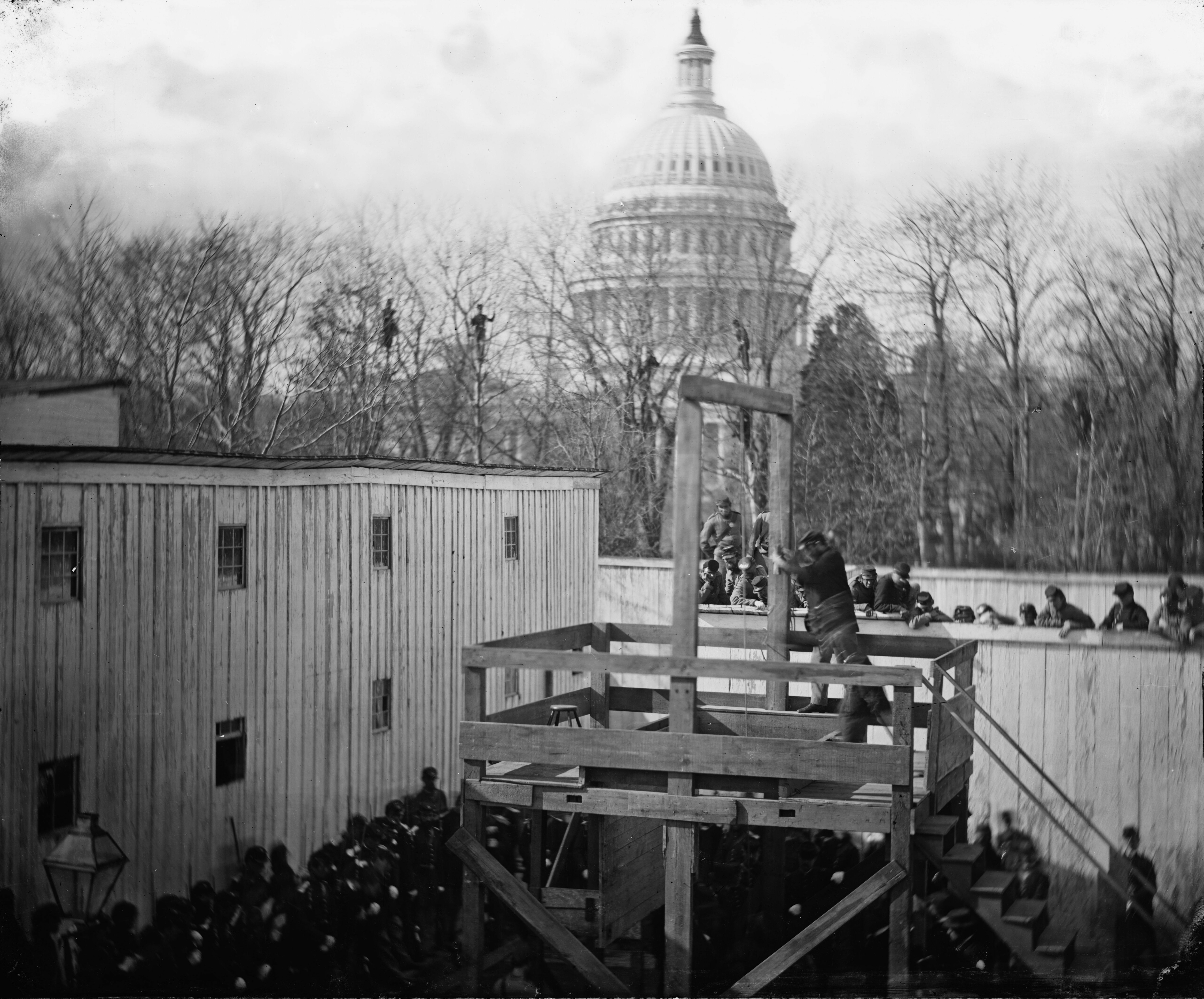
Wirz kivégzése Washingtonban

Amerikába 1849-ben vándorolt ki. A massachusettsi Lawrence-ben dolgozott, majd Kentuckyba költözött, ahol orvossegédként tevékenykedett. Később Cardizban saját praxist nyitott, és feleségül vett egy özvegyet, Elizabeth Wolfe-t. Miután kiderült, hogy orvosi képzettsége nincs, el kellett hagynia a várost. Louisianába, Milikens Bendbe települt, ahol a Marshall-ültetvényen kezelte a beteg és sérült rabszolgákat.
1861 júniusában bevonult a konföderációs hadsereg 4. louisianai gyalogezredébe. Egy évvel később őrmesterként harcolt a Seven Pines-csatában. Súlyosan megsebesült, sérülése soha nem gyógyult be rendesen. 1862. június 12-én századosnak nevezték ki, és John Winder ezredes megbízta egy richmondi hadifogolytábor irányításával, majd egy hónap múlva az alabamai Tuscaloosába vezényelték egy hasonló létesítménybe. Később Jefferson Davis megbízásából csaknem egy éven át Párizsban és Berlinben tárgyalt.
Amerikába 1864 februárjában tért vissza, és március 27-én átvette az Andersonville fogolytábor irányítását. A táborban rettentő mostoha körülmények uralkodtak, gyakoriak voltak a kínzások, a sebesülteket, betegeket nem látták el, a katonák éheztek, ezért az ott őrzött uniós foglyok közül 13 ezren meghaltak. Miután William Tecumseh Sherman csapatai felszabadították a tábort, Wirzet bíróság elé állították, amely háborús bűncselekmények miatt halálra ítélte. A parancsnokot Washingtonban akasztották fel.